# Paraphimophis rusticus
Genre
Espèce
Synonymes
- Oxyrhopus rusticus Cope, 1878
- Clelia rustica (Cope, 1878)

Paraphimophis rusticus, unique représentant du genre Paraphimophis, est une espèce de serpents de la famille des Dipsadidae.

## Répartition
Cette espèce se rencontre :
- dans le sud du Brésil dans le Sud du Minas Gerais, dans l'État de Rio de Janeiro et dans le Rio Grande do Sul ;
- en Uruguay ;
- en Argentine dans les provinces de Santiago del Estero, de Córdoba, de Corrientes, de Misiones, d'Entre Ríos, de Santa Fe, de Buenos Aires et de Río Negro.

Sa présence en Bolivie est incertaine.

## Publications originales
- Cope, 1878 "1877" : Tenth contribution to the herpetology of tropical America. Proceedings of the American Philosophical Society, vol. 17, p. 85–98 (texte intégral).
- Grazziotin, Zaher, Murphy, Scrocchi, Benavides, Ya-Ping & Bonatto, 2012 : Molecular phylogeny of the New World Dipsadidae (Serpentes: Colubroidea): a reappraisal. Cladistics, vol. 28, no 5, p. 437-459.